# 4309 Marvin
4309 Marvin је астероид главног астероидног појаса са средњом удаљеношћу од Сунца која износи 3,008 астрономских јединица (АЈ).
Апсолутна магнитуда астероида је 13,2.